# دوسين
دوسين (بالإنجليزية: Dossen)‏ هو أحد جبال سلسلة جبال الألب البرنية وجزء من القمة الأم فينستيرارون يقع في كانتون برن، سويسرا. يبلغ ارتفاع الجبل حوالي 3144 متر، بينما يبلغ ارتفاع نتوء الجبل 101 متر.